# Vuelta Ciclista de la República Argentina de 1992
La 3.ª edición de la  Vuelta Ciclista de la República Argentina se celebró entre el 16 de marzo y el 27 de marzo de 1992, con inicio en la ciudad de San Rafael (provincia de Mendoza) y final en el Obelisco de Buenos Aires. El recorrido constó de un total de 12 etapas una con dos de doble sector cubriendo una distancia total de 1.862,6 km.

## Equipos participantes
| Equipo                      | Equipo                           | Equipo                      |
| Mar y Sierras-Pehuamar      | Bartolucci                       | Circulo Policia Federal "A" |
| Aurora-Bianchi              | Olmo-Caloi                       | Circulo Policia Federal "A" |
| Vinos Fraternal             | Polirej-San Juan                 | Federación Mendocina        |
| Federación Del Sur Cordobes | San Luis                         | Litoral Santafesino         |
| Pergamino                   | España "A"                       | España "B"                  |
| Peñarol "A"                 | Peñarol "B"                      | C.T.C. Chile                |
| Caloi                       | Team EE.UU.                      | Buenos Aires-México         |
| Selección de Dinamarca      | Comunidad Estados Independientes | Sevillano Italia            |
| Entre Rios-Docola           |                                  |                             |

## Etapas
| Etapa | Fecha       | Recorrido                       | km    | Ganador                               | Líder                                |
| 1.ª   | 16 de marzo | San Rafael-San Rafael           | 120   | Angelo Canzonieri (Sevillano Italia)  | Angelo Canzonieri (Sevillano Italia) |
| 2.ª   | 17 de marzo | San Rafael-San Rafael           | 140   | Sergei Monikin (Selección CEI)        | Angelo Canzonieri (Sevillano Italia) |
| 3.ª   | 18 de marzo | Tupungato-Mendoza               | 128,6 | Erminio Suárez (Olmo-Caloi)           | Angelo Canzonieri (Sevillano Italia) |
| 4.ª   | 19 de marzo | Media Agua-San Juan             | 164   | Roberto Peliconi (Sevillano Italia)   | Angelo Canzonieri (Sevillano Italia) |
| 5.ª   | 20 de marzo | San Antonio -San Luis           | 140   | Cubic Radisha (Team EE. UU.)          | Angelo Canzonieri (Sevillano Italia) |
| 6.ªA  | 21 de marzo | San Luis-Villa Mercedes         | 105   | Francisco Robles (Fed. Mendocina)     | Angelo Canzonieri (Sevillano Italia) |
| 6.ªB  | 21 de marzo | Villa Mercedes-Río Cuarto       | 125   | Ettore Pastorelli (Sevillano Italia)  | Angelo Canzonieri (Sevillano Italia) |
| 7.ª   | 22 de marzo | Río Cuarto-Villa María          | 135   | Marcelo Alexandre (Olmo-Caloi)        | Angelo Canzonieri (Sevillano Italia) |
| 8.ª   | 23 de marzo | Villa María-San Francisco       | 167,1 | Roberto Prezioso (Aurora Bianchi)     | Angelo Canzonieri (Sevillano Italia) |
| 9.ª   | 24 de marzo | San Francisco-Santa Fe          | 135   | Serguéi Sujoruchenkov (Selección CEI) | Angelo Canzonieri (Sevillano Italia) |
| 10.ªA | 25 de marzo | Paraná-Victoria                 | 117   | Moisés Carrizo (Fed. Sanjuanina)      | Angelo Canzonieri (Sevillano Italia) |
| 10.ªB | 25 de marzo | Victoria-Gualeguay              | 105,9 | Gustavo Faris (Bartolucci)            | Angelo Canzonieri (Sevillano Italia) |
| 11.ª  | 26 de marzo | Gualeguay-Zarate                | 150   | Erminio Suárez (Olmo-Caloi)           | Angelo Canzonieri (Sevillano Italia) |
| 12.ª  | 27 de marzo | Zarate-Obelisco de Buenos Aires | 130   | Daniel Rodríguez (Aurora Bianchi)     | Angelo Canzonieri (Sevillano Italia) |

## Clasificaciones finales

### Clasificación individual
| Pos.        | Ciclista                | Equipo                 | Tiempo           |
| ----------- | ----------------------- | ---------------------- | ---------------- |
| Malla lider | Angelo Canzonieri       | Sevillano Italia       | 45 h 07 min 52 s |
| 2.º         | Juan E. Curuchet        | Mar y Sierras-Pehuamar | a 15 s           |
| 3.º         | Rubén Bergamin          | Peñarol "A"            | a 20 s           |
| 4.º         | Cristian Maggi          | Fraternal              | a 35 s           |
| 5.º         | Gabriel Ovidio Curuchet | Mar y Sierras-Pehuamar | a 37 s           |
| 6.º         | José Orlando            | Peñarol "A"            | a 37 s           |
| 7.º         | Sergei Monikin          | Selección de CEI       | a 41 s           |
| 8.º         | Juan A. Milatich        | Bartolucci             | a 1 m 2 s        |
| 9.º         | Gustavo Guglielmone     | Olmo-Caloi             | a 1 m 27 s       |
| 10.º        | Tomas Jørgensen         | Selección de Dinamarca | a 1 m 27 s       |

### Clasificación premio sprinter
| Pos.        | Ciclista          | Equipo     | Puntos |
| ----------- | ----------------- | ---------- | ------ |
| Malla verde | Marcelo Alexandre | Olmo-Caloi |        |
| 2.º         | Bandera de ?      |            |        |
| 3.º         | Bandera de ?      |            |        |

### Clasificación premio montaña
| Pos. | Ciclista       | Equipo                  | Puntos |
| ---- | -------------- | ----------------------- | ------ |
|      | Javier Faricle | Selección de España "A" |        |
| 2.º  | Bandera de ?   |                         |        |
| 3.º  | Bandera de ?   |                         |        |

posiciones finales de metas de montaña

### Clasificación por equipos
| Pos. | Equipo                 | Tiempo |
| ---- | ---------------------- | ------ |
| 1.º  | Mar y Sierras-Pehuamar | '      |
| 2.º  | Bandera de ?           |        |
| 3.º  | Bandera de ?           |        |